# Rośliny zarodnikowe
Rośliny zarodnikowe lub kryptogamiczne (Cryptogamae) – dawna nazwa grupy organizmów niewytwarzających kwiatów i nasion, rozmnażających się przez zarodniki lub przez podział. Nazwa pochodzi od dwóch greckich słów: kryptos – ukryty i gamos – małżeństwo. Nazwę tę wprowadził w 1883 r. August Wilhelm Eichler, który podzielił królestwo roślin na dwie grupy: rośliny kryptogamiczne i rośliny fanerogamiczne (rośliny nasienne). Rośliny zarodnikowe z kolei dzielono na 3 grupy:
- plechowce (Thallophyta), do których zaliczano bakterie, glony, grzyby i porosty;
- mszaki (Bryophyta);
- paprotniki (Pteridophyta)[2].

Formalnie grupa roślin zarodnikowych nigdy nie była traktowana jako takson w ścisłym tego pojęcia znaczeniu, lecz była zgrupowaniem różnych taksonów, których jedyną cechą wspólną była odmienność od roślin nasiennych. Obecnie łączenie organizmów w taką grupę nie odpowiada współczesnym poglądom na systematykę organizmów. Jest to bowiem sztuczna grupa polifiletyczna, grupująca organizmy nie spokrewnione z sobą. Dawniej zaliczane do niej organizmy we współczesnej klasyfikacji Thomasa Cavaliera-Smitha należą do kilku odrębnych królestw: bakterie, protisty, rośliny, grzyby, chromisty.

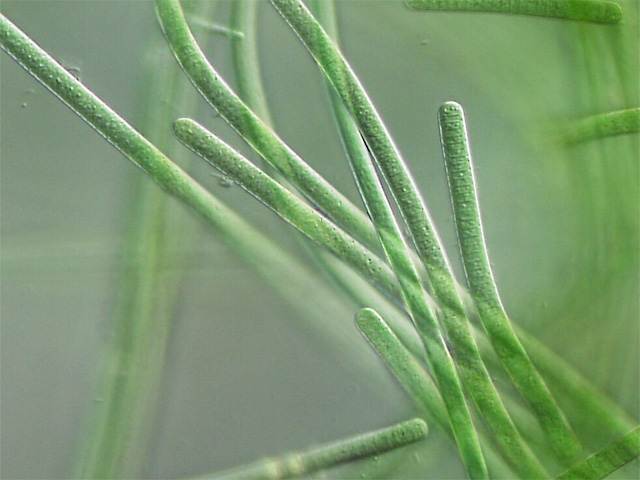
drgalnica (sinice)
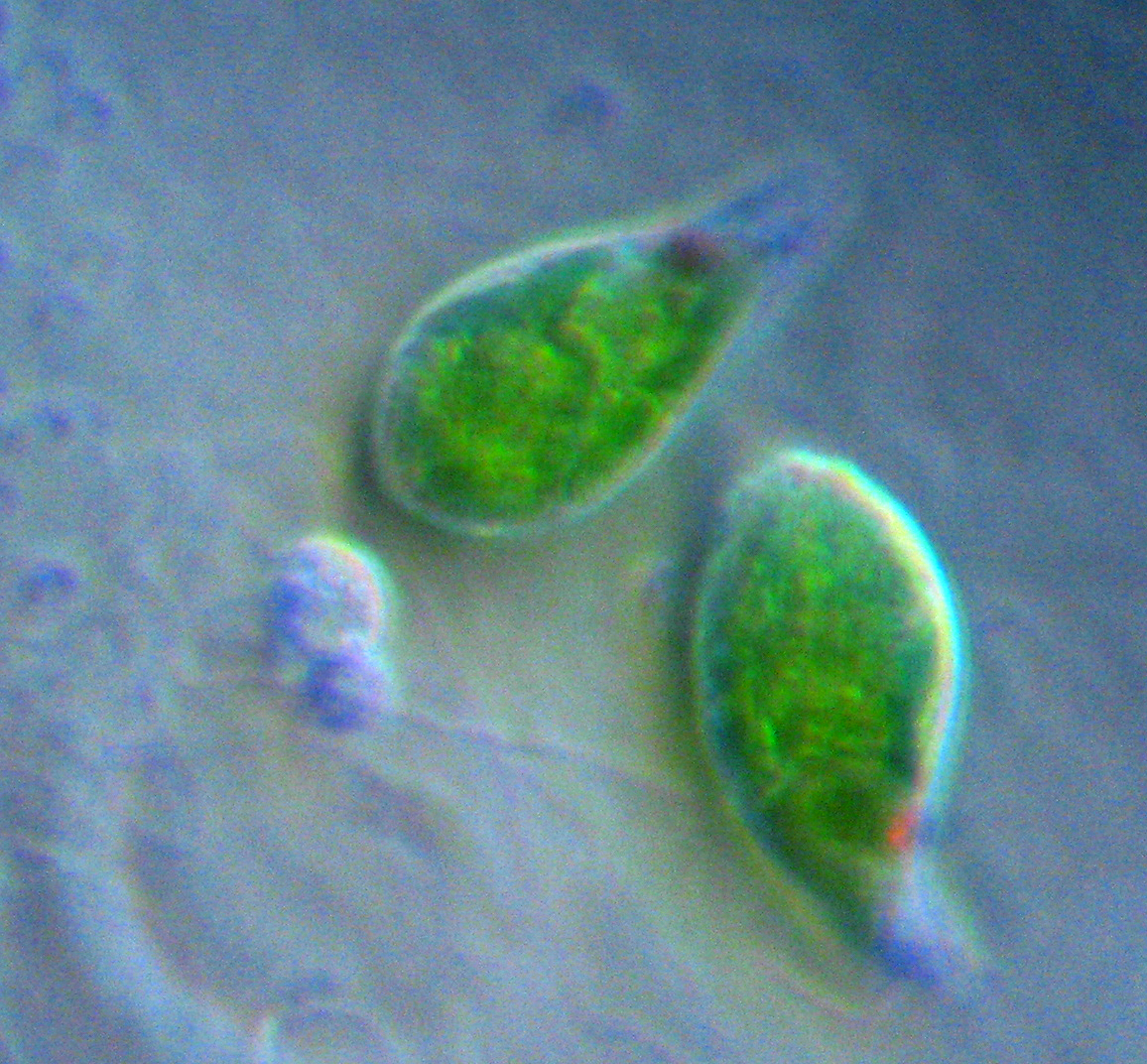
euglena (eugleniny)
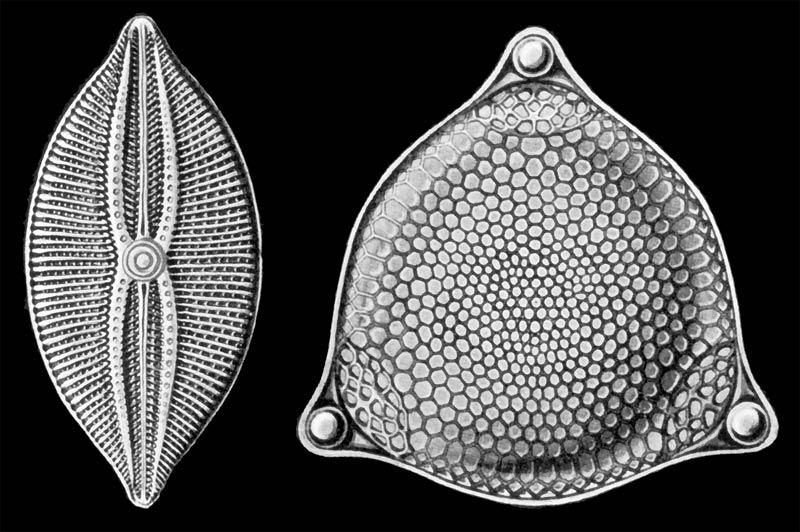
okrzemki
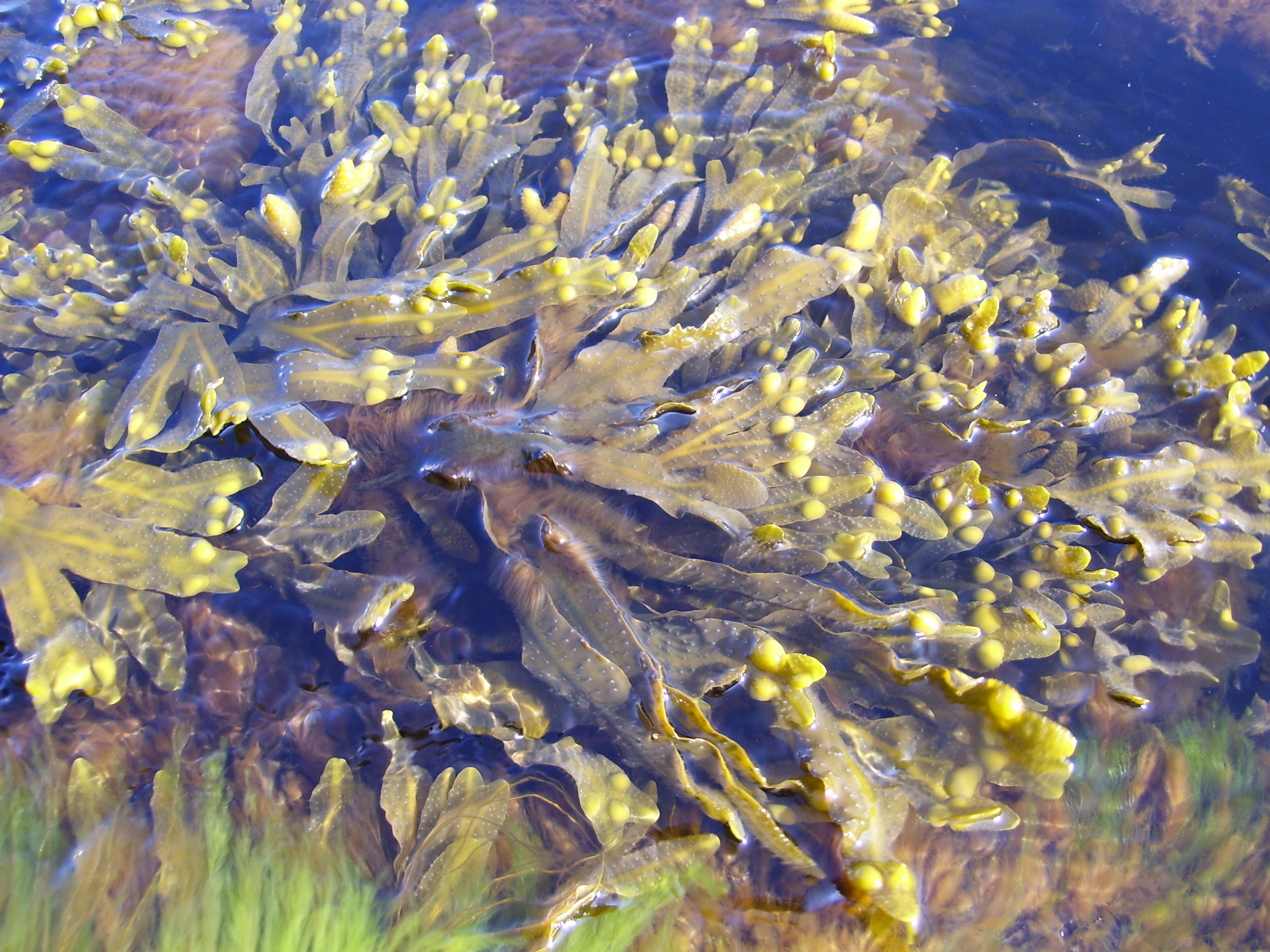
morszczyn pęcherzykowaty (brunatnice)
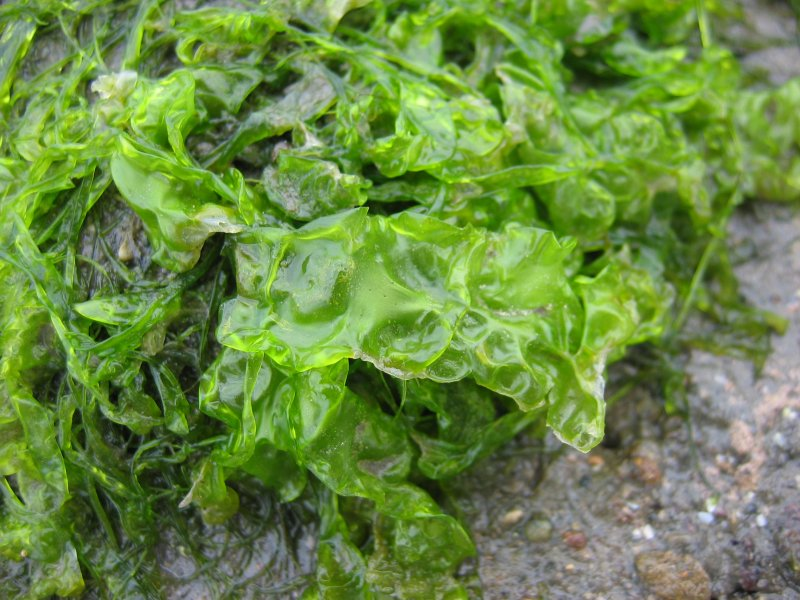
ulwa sałatowa (zielenice)
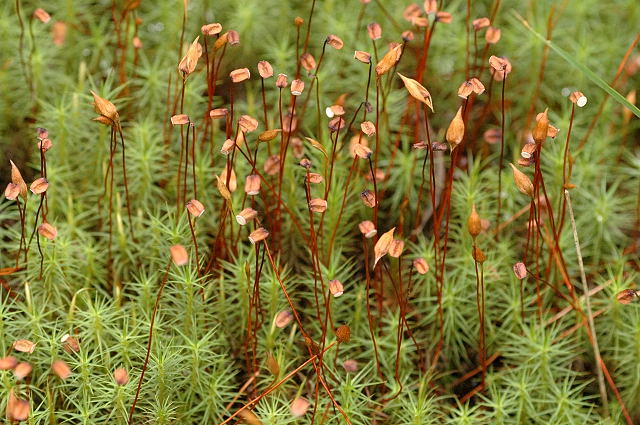
płonnik pospolity (mchy)
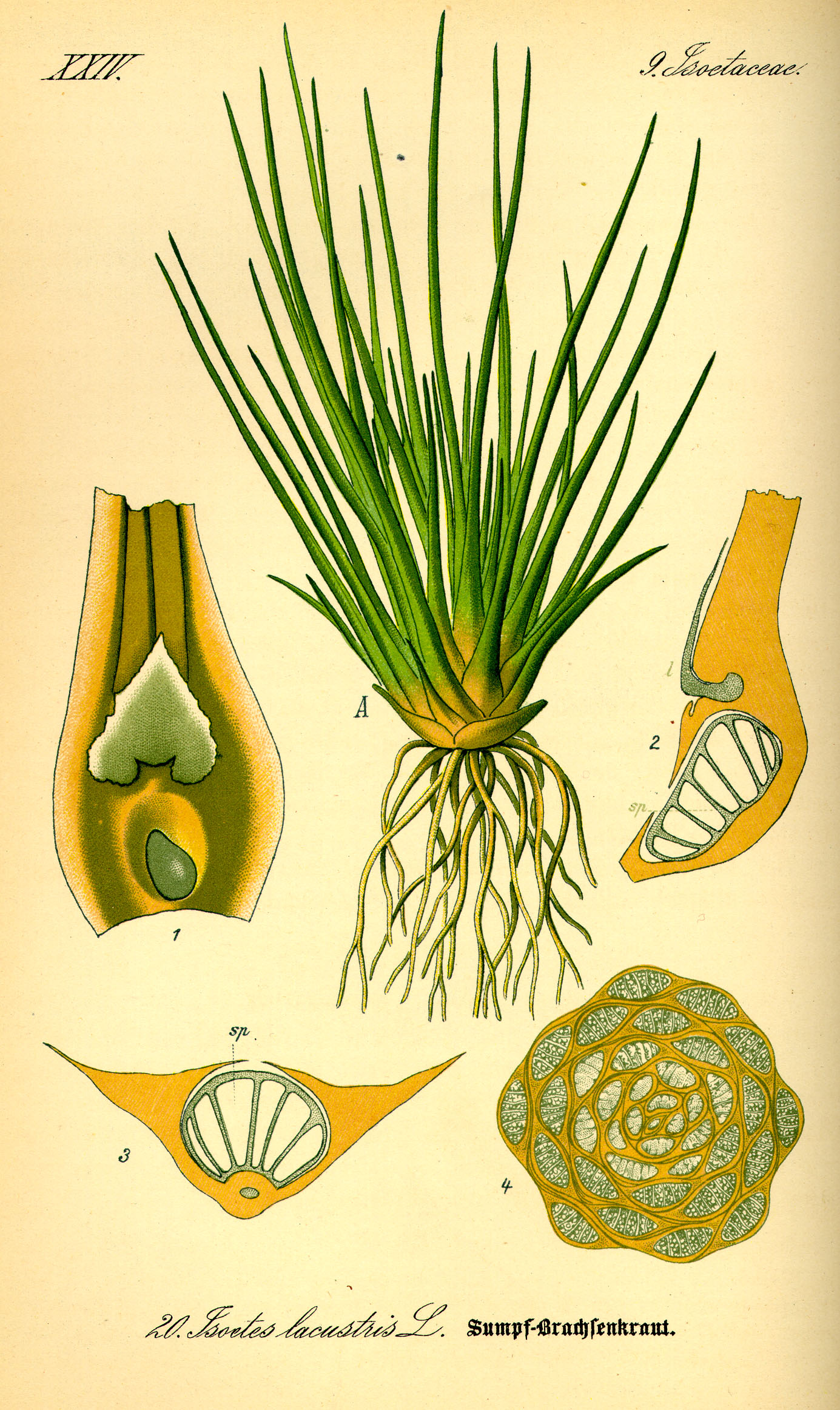
poryblin jeziorny (widłaki)
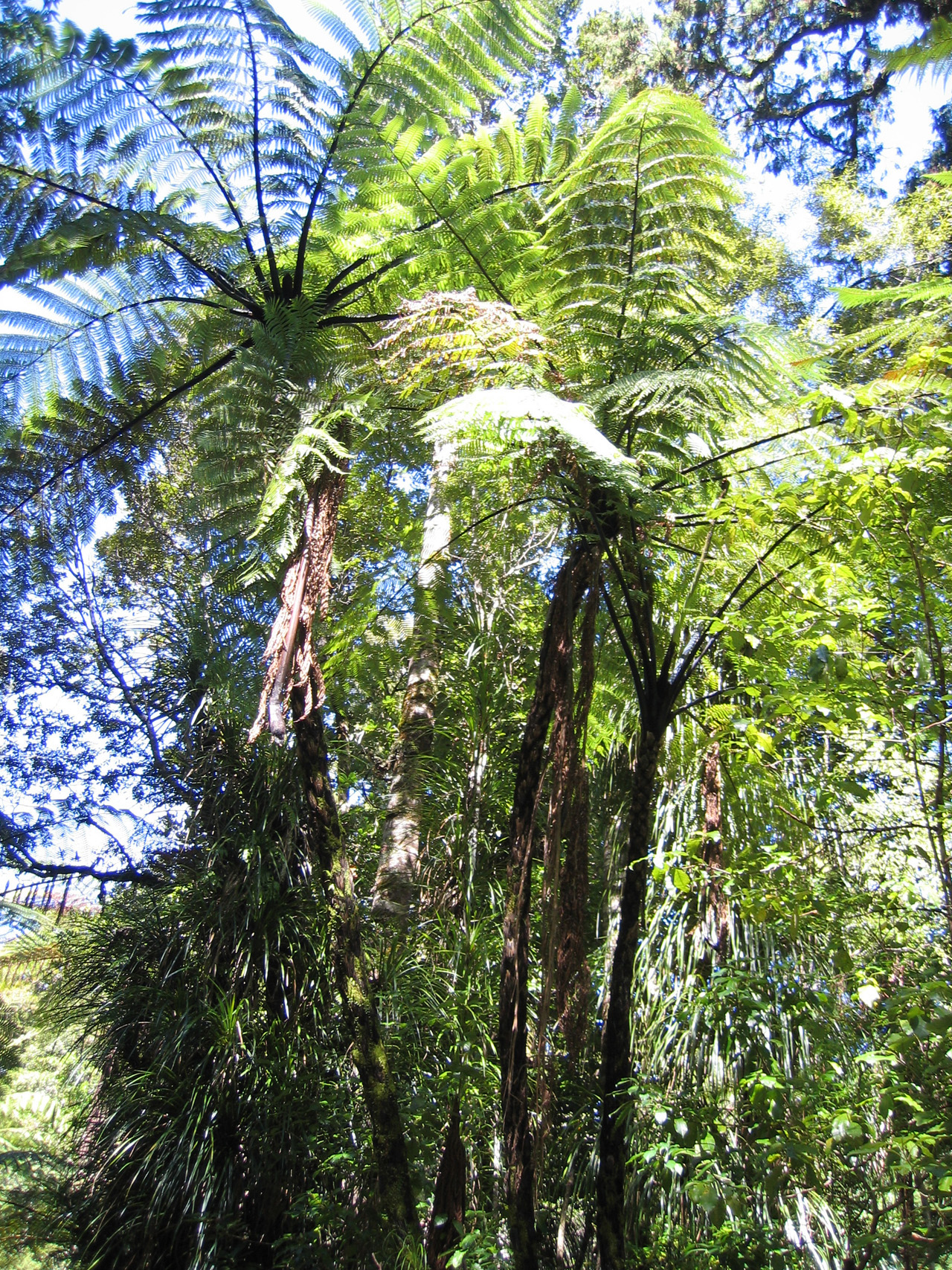
olbrzymka (paprocie)
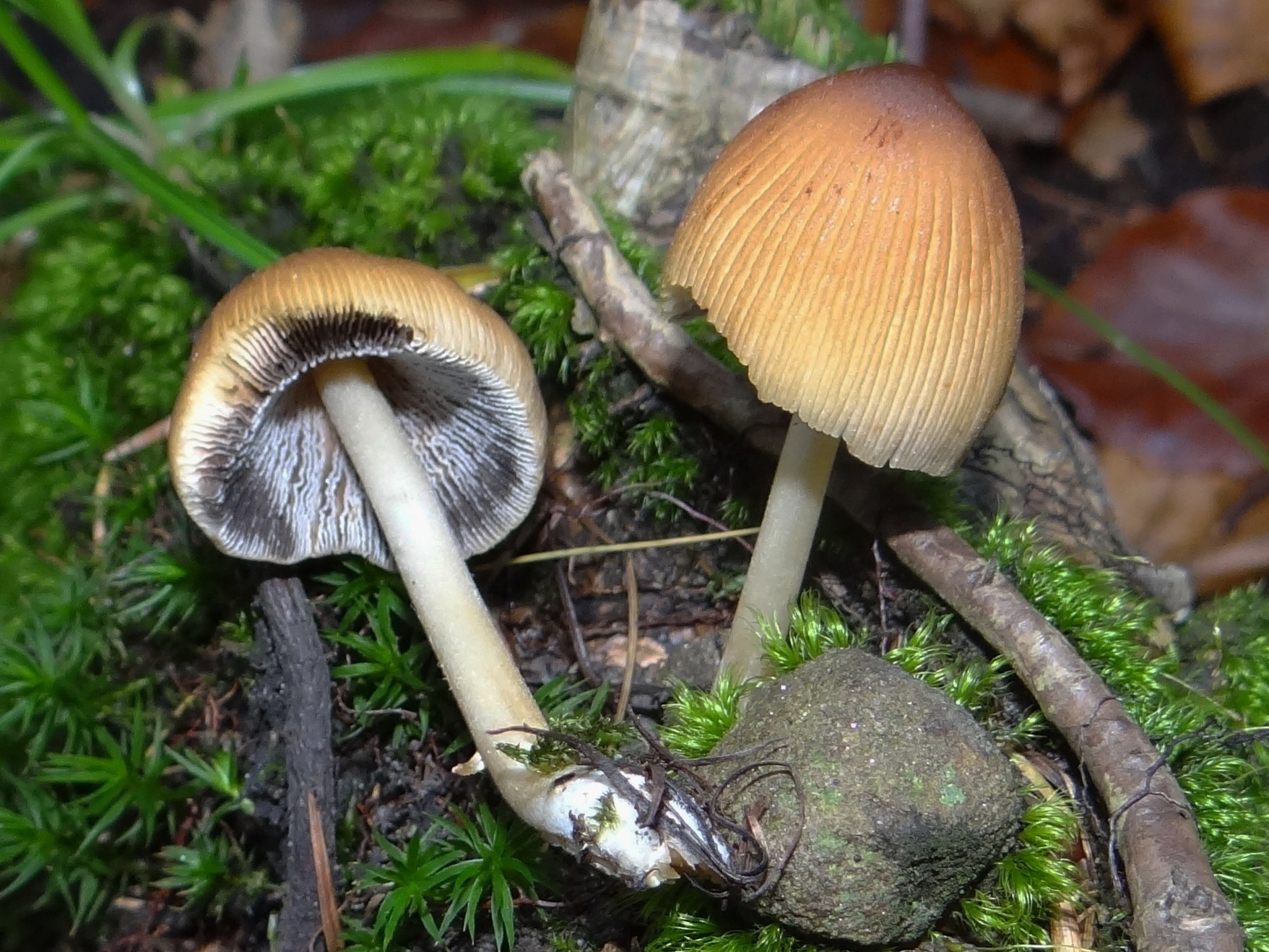
Czernidłak błyszczący (grzyby)
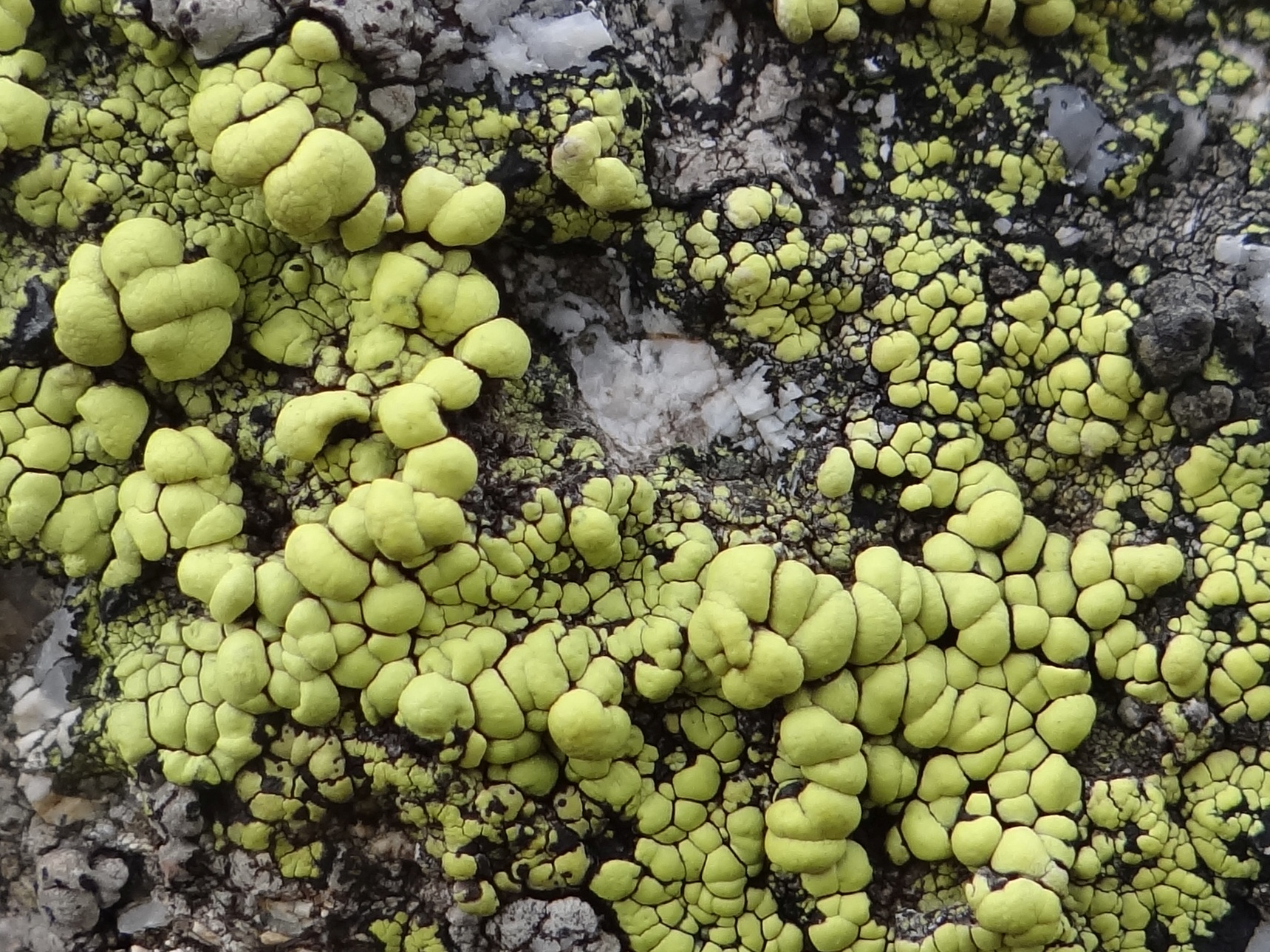
Cytrynik jaskrawy (porosty)
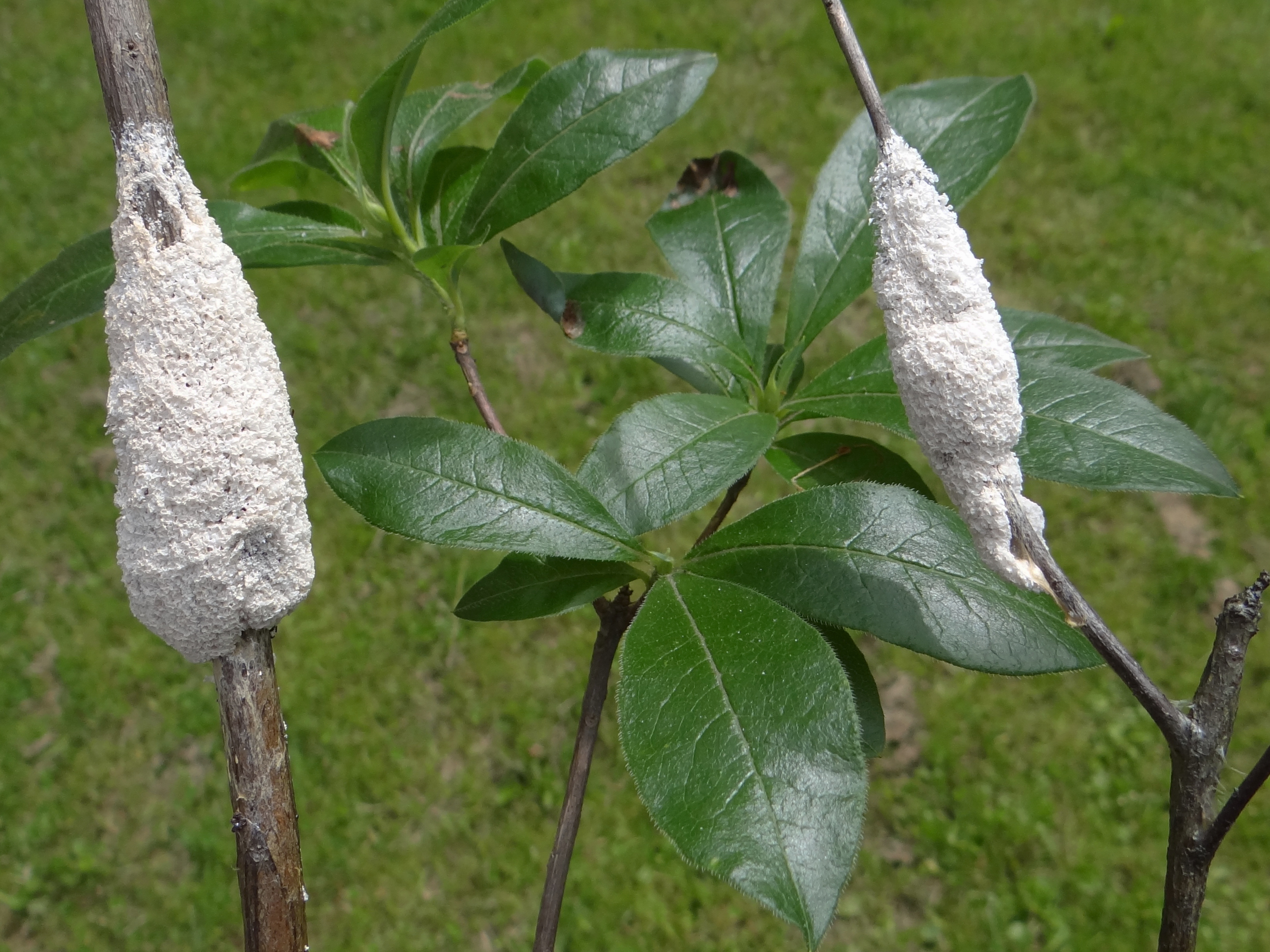
Pianka okazała (śluzowce)
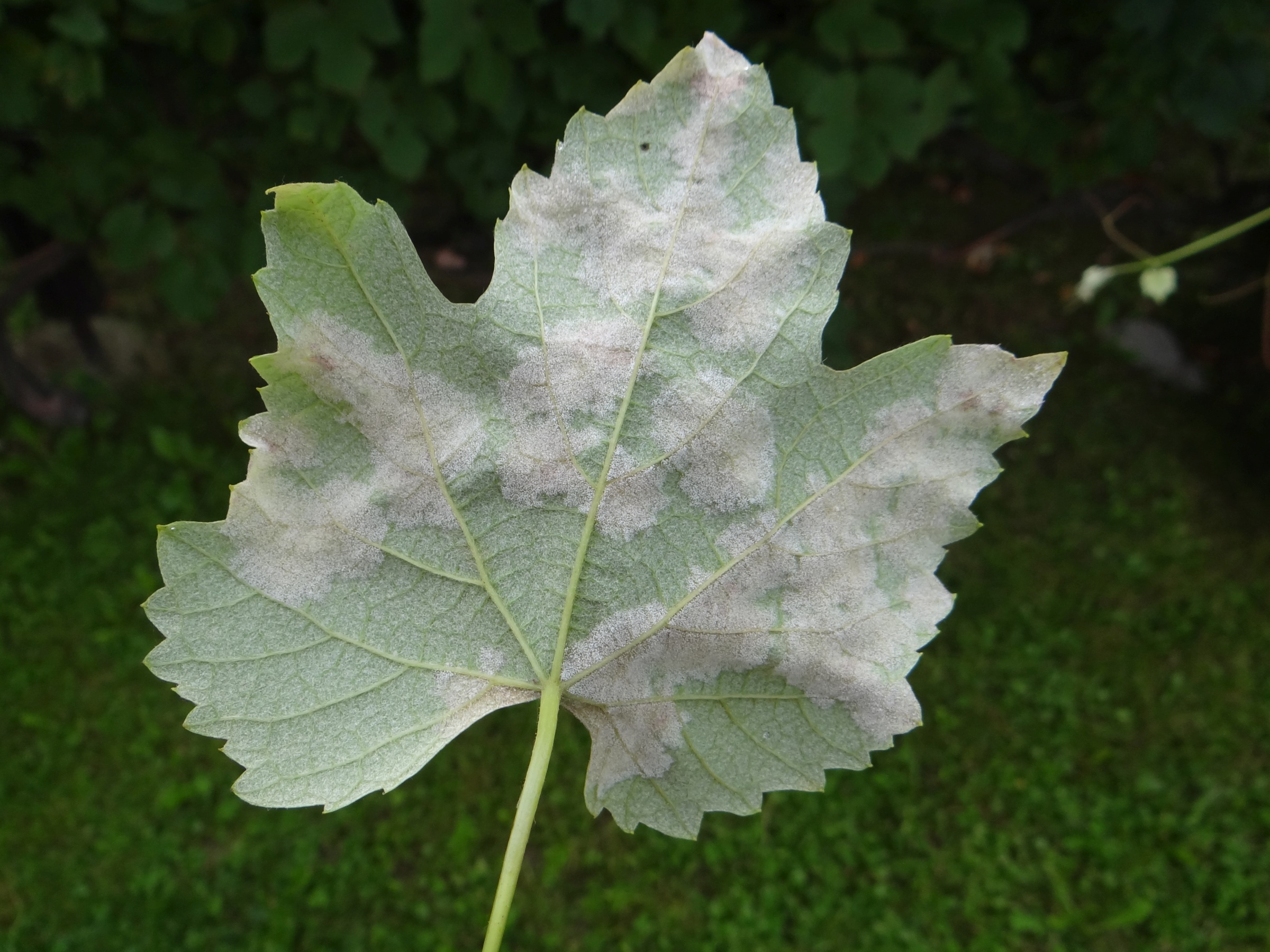
Plasmopara viticola porażająca liścia winorośli (lęgniowce)